# 佐治敬三賞
佐治敬三賞（さじけいぞうしょう）は、元サントリー株式会社会長、元サントリー音楽財団理事長であった佐治敬三の功績を記念して、サントリー音楽財団が2001年度に創設した賞。日本で実施された音楽を主体とする公演の中から、チャレンジ精神に満ちた企画でかつ公演成果の水準の高いすぐれた公演に贈られる。

## 概要
この賞は佐治敬三の音楽への深い愛情と理解およびチャレンジ精神、パイオニア精神を承継し、新しい世紀のわが国における音楽公演活動の一層の振興を願って制定された。応募のあったものの中から選考委員により選定されるもので、賞金は200万円。

## 受賞公演一覧
- 第1回 （2001年度）[2]
  - 篠﨑史子 ハープの個展VIII～新たな領域を求めて～
  - Just Composed 2001 in Yokohama～現代作曲家シリーズ～大野和士が描く新世紀の音楽絵巻
- 第2回 （2002年度）[3]
  - アンサンブル・ノマド2002年度定期演奏会♯1
- 第3回 （2003年度）[4]
  - 現代の音楽展2003― 室内オーケストラの領域III
- 第4回 （2004年度）[5]
  - 三井の晩鐘
- 第5回 （2005年度）[6]
  - next mushroom promotion vol.8『細川俊夫～50年のランドスケープ』
- 第6回 （2006年度）[7]
  - 武生（たけふ）国際音楽祭2006
- 第7回 （2007年度）[8]
  - フランス現代音楽からの潮流～井上麻子×藤井快哉(ふじいよしき)DUO
- 第8回 （2008年度）[9]
  - 実験室vol.2『偽のアルレッキーノ／カンパネッロ』
- 第9回 （2009年度）[10]
  - 「クロノイプロトイ第5回作品展～弦楽四重奏の可能性」
- 第10回 （2010年度）[11]
  - 「井上郷子（さとこ）ピアノリサイタル#19　モートン・フェルドマン作品集」
  - 「東京シンフォニエッタ第28回定期演奏会　湯浅譲二特集」
- 第11回 （2011年度）[12]
  - 「林千恵子メゾソプラノ・リサイタル『アペルギス＆グロボカール』」
  - 「児玉桃ピアノ・ファンタジーVol.1」
- 第12回 （2012年度）[13]
  - 「kuniko plays reich in Kyoto」
  - 「Sep.5 2012 Thanks to John Cage」
- 第13回 （2013年度）[14]
  - 「東京現音計画♯01～イタリア特集I：コンポーザーズセレクション1・杉山洋一」
  - 「東方綺譚 “Nouvelles Orientales de Marguerite Yourcenar”」
- 第14回 （2014年度）[15]
  - 「鈴木俊哉リコーダーリサイタル«細川俊夫ポートレイト»」
  - 「ニンフェアール第10回公演　東洋と西洋の絃」
- 第15回 （2015年度）[16]
  - 「トム・ジョンソン《4音オペラ》」
  - 「DUOうたほぎリサイタル2015－春夏秋冬－」
- 第16回 （2016年度）[17]
  - 「伶楽舎第十三回雅楽演奏会～武満徹『秋庭歌一具』」
- 第17回 （2017年度）[18]
  - 「三輪眞弘＋前田真二郎　モノローグ・オペラ『新しい時代』」
- 第18回 （2018年度）[19]
  - 「第三回 伊左治直 個展～南蛮劇場」
- 第19回 （2019年度）[20]
  - 「THE 鍵 KEY（ザ　キー）」
- 第20回 （2020年度）[21]
  - 「ペルセポリス ～秋吉台で聴くテープ音楽～」
  - 「ぎふ未来音楽展2020　三輪眞弘祭　―清められた夜―」
- 第21回 （2021年度）[22]
  - 「オーケストラ・ニッポニカ第38回演奏会 松村禎三交響作品展」
  - 「オペラ『ロミオがジュリエット』世界初演」
- 第22回 （2022年度）[23]
  - 「北村朋幹：20世紀のピアノ作品（ジョン・ケージと20世紀の邦人ピアノ作品）」於滋賀県立芸術劇場びわ湖ホール、滋賀県立美術館エントランスロビー。
- 第23回 （2023年度）[24][25]
  - 「サウンドパフォーマンス・プラットフォーム特別公演：安野太郎ゾンビ音楽『大霊廟Ⅳ -音楽崩壊-」於愛知県芸術劇場。